# Preska, Sevnica
Preska je naselje v Občini Sevnica.